# Кріста Аллен
Кріста Аллен (англ. Krista Allen; нар. 5 квітня 1971) — американська акторка та модель. Найвідоміша за ролями у фільмах «Брехун, брехун» і «Рятівники Малібу».

## Життєпис
Народилася 5 квітня 1972 року в місті Вентура, штат Каліфорнія, але своє дитинство провела у Х'юстоні, штат Техас, куди переїхала її родина. Ще у підлітковому віці Кріста брала участь у конкурсах краси, виграла конкурс «Міс Техас». Після виступів на конкурсах краси, почала працювати моделлю, спочатку у рекламі пива «Budweiser», а потім також знімалася у різних каталогах та календарях.
По закінченню школи Кріста Аллен працювала інструктором аеробіки, а пізніше поступила в Техаський університет на педагогічний факультет. Після університету певний час працювала вихователькою дитячого садку, однак вирішила продовжити кар'єру моделі і переїхала до Каліфорнії. У 22-річному віці Кріста отримала свою першу епізодичну роль в одній з популярних мильних опер на телебаченні. Після ролі офіціантки у бікіні в мильній опері, Кристі помітили і запропонували більшу роль в еротичному серіалі «Еммануель». Цей серіал був неабияк популярним у США, а особливо в Європі.
Після успіху в серіалі «Еммануель», з'явилася низка інших запрошень зніматися: переважно у телевізійних серіалах та мильних операх. Найбільшим успіхом Крісти Аллен на великому екрані стала роль дівчини у ліфті поруч з Джимом Керрі у фільмі «Брехун, брехун». Кріста продовжує зніматися у телевізійних серіалах та мильних операх.

## Фільмографія
| Рік  |    | Українська назва     | Оригінальна назва                | Роль                   |
| ---- | -- | -------------------- | -------------------------------- | ---------------------- |
| 1994 | тф |                      | Emmanuelle, Queen of the Galaxy  |                        |
| 1994 | тф |                      | Emmanuelle 2: A World of Desire  |                        |
| 1994 | тф |                      | Emmanuelle in Space              |                        |
| 1997 | ф  | Брехун, брехун       | Liar Liar                        |                        |
| 2001 | ф  |                      | Totally Blonde                   |                        |
| 2003 | ф  | Управління гнівом    | Anger Management                 |                        |
| 2003 | ф  | Час розплати         | Paycheck                         |                        |
| 2004 | ф  |                      | Shut Up and Kiss Me              |                        |
| 2005 | ф  |                      | Feast                            |                        |
| 2008 | ф  |                      | The Third Nail                   |                        |
| 2008 | ф  |                      | Feast 2: Sloppy Seconds          |                        |
| 2008 | ф  |                      | Meet Market                      |                        |
| 2009 | ф  | Пункт призначення 4  | The Final Destination            |                        |
| 2009 | ф  |                      | Locker 13                        |                        |
| 2013 | с  | Мелісса та Джої      | Melissa & Joey                   | Кендіс (1 епізод)      |
| 2014 | с  | Гаваї 5.0            | Hawaii Five-0                    | Нені Кехану (1 епізод) |
| 2014 | с  | Касл                 | Castle                           | Наомі Дювре (1 епізод) |
| 2017 | с  | Американська сімейка | Modern Family                    | стюардеса (1 епізод)   |
| 2018 | ф  |                      | Best Mom                         | Кейсі Сіммонс          |
| 2018 | тф |                      | Party Mom                        | Джекі                  |
| 2018 | ф  |                      | Eleven Eleven                    | Андромеда              |
| 2018 | тф |                      | Almost Perfect                   | Рут Келлі              |
| 2018 | ф  |                      | Misfits                          | Кенді Бовен            |
| 2019 | тф |                      | I Almost Married a Serial Killer | Камілла                |
| 2019 | ф  |                      | Misfits                          | Кенді Бовен            |
| 2019 | кф |                      | Beauty Juice                     | Мара                   |
| 2020 | ф  |                      | Case 347                         | Керол                  |
| 2020 | ф  |                      | Psychos & Socios                 | д-р Адамс              |
| 2020 | тф |                      | The Wrong Stepfather             | пані Вудлі             |
| 2020 | ф  |                      | After Masks                      | Діана                  |